# Thymus ussuriensis
Thymus ussuriensis — вид рослин родини глухокропивові (Lamiaceae), ендемік Росії.

## Опис
Листки яйцюваті, коротко черешкові, довго-волосаті. Суцвіття головчасті. Чашечки вузькодзвоноподібні, волосаті, чашолистки ланцетні, тупокінцеві, довговійчасті. Квітки яскраво-рожево-бузкові.

## Поширення
Ендемік Росії (Примор'я).